# Charles Dupin
Pierre Charles François Dupin (6 de octubre de 1784 - 18 de enero de 1873) fue un matemático, ingeniero, economista y político francés; particularmente conocido por su trabajo en el campo de la geometría, donde descubrió las cíclidas (unas superficies que llevan su nombre), y por introducir en 1826 los primeros mapas coropléticos.

## Semblanza
Dupin nació en Varzy (Francia). Era hijo del abogado Charles Andre Dupin y de Catherine Agnes Dupin.
Estudió geometría con Gaspard Monge en la École Polytechnique, licenciándose como ingeniero naval (ENSTA). Desde 1807 dirigió la reconstrucción del puerto y del arsenal de Corfú, y en 1813 fundó el Museo Marítimo de Tolón.
En 1819 accedió a un puesto como profesor en el Conservatorio de Artes y Oficios; cargo en el que permaneció hasta 1854. En 1822 resultó elegido miembro extranjero de la Real Academia de Ciencias de Suecia.
En 1808, participó en el renacimiento de la ciencia griega, impartiendo lecciones de matemáticas y mecánica en Corfú. Uno de sus alumnos fue Giovanni Carandino, quien sería el fundador de la Escuela Griega de Matemáticas en la década de 1820. 
En 1818, Dupin fue elegido miembro del cuerpo de la Academia de Ciencias de Francia, una de las cinco academias del Institut de France.

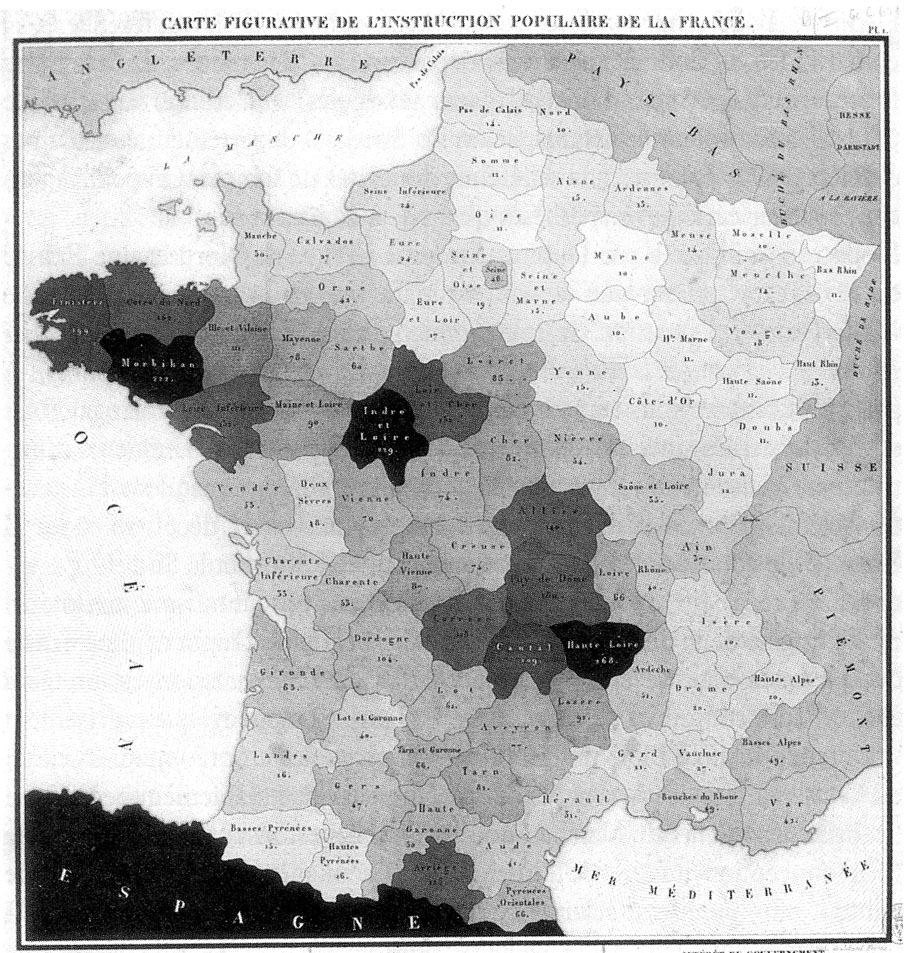
1826 mapa coroplético de Francia

En 1826, publicó un mapa temático que muestra la distribución del analfabetismo en Francia, usando sombreados (de negro a blanco), el primer ejemplo conocido de lo que hoy se llama un mapa coroplético. Duplin se había inspirado en el trabajo de los estadísticos alemanes Georg Hassel y August Friedrich Wilhelm Crome. Dupin fue nombrado relator del jurado central de la Exposición de productos de la industria francesa en 1834. Para cada rama de la industria, recopiló las cantidades y el valor de las exportaciones e importaciones francesas, con cifras comparativas para 1823, 1827 y 1834.
Además, intervino en política y fue nombrado al Senado en 1852. Su trabajo matemático fue en geometría descriptiva y diferencial. Fue el descubridor de las tangentes conjugadas a un punto en una superficie y de la matriz de Dupin.

## Publicaciones seleccionadas

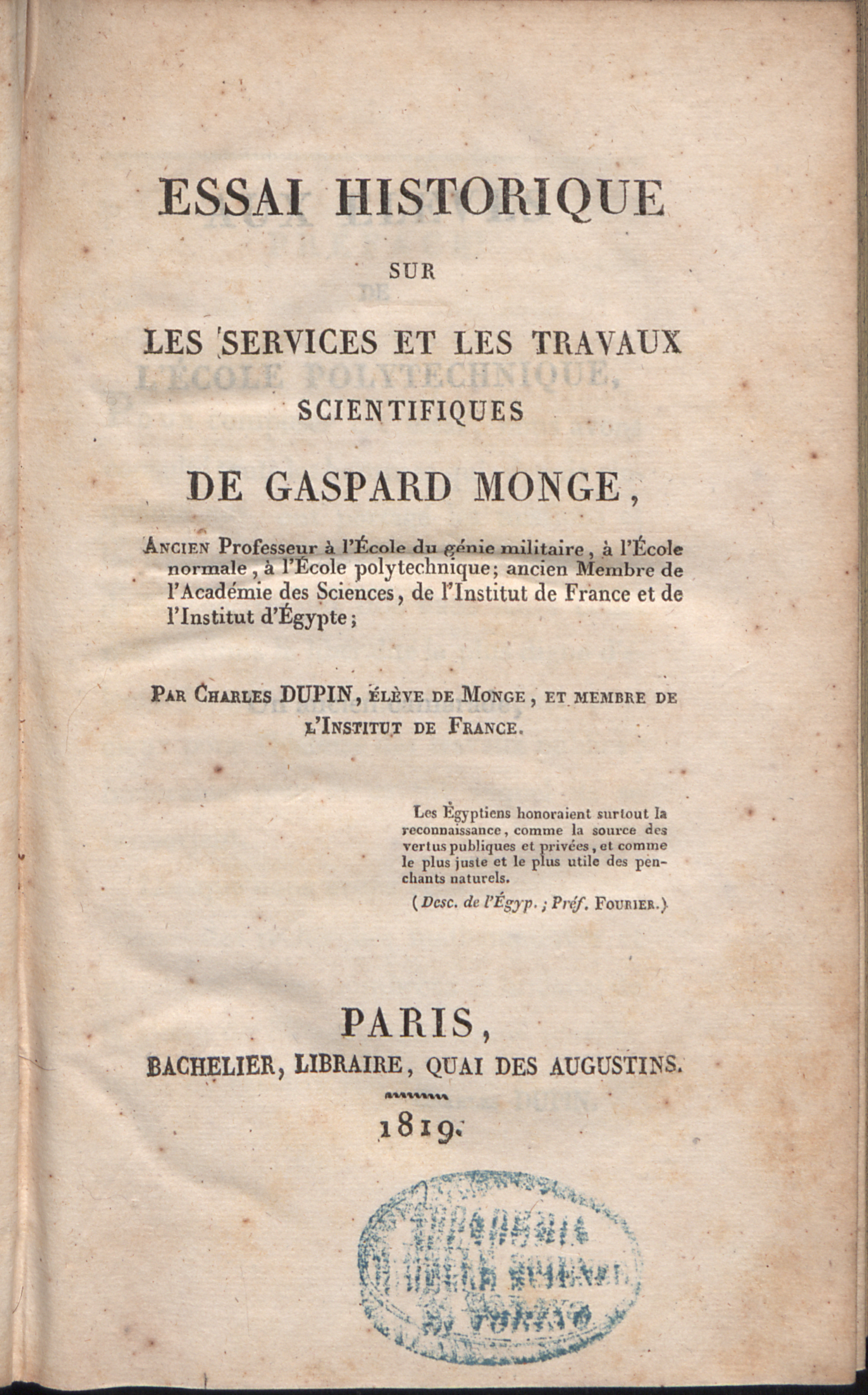
Essai historique sur les services et les travaux scientifiques de Gaspard Monge, 1819

- Dupin, François Pierre Charles. Développements de géométrie. (1813).
- Dupin, François Pierre Charles. Discours et leçons sur l'industrie, le commerce, la marine, et sur les sciences appliquées aux arts. 1825.
- Dupin, François Pierre Charles. Canal maritime de Suez. Imprimerie de Mallet-Bachelier, 1858.